# Автомагістраль G42 Шанхай–Ченду
Автомагістраль Шанхай–Ченду (кит.: 上海－成都高速公路), позначається як G42 і зазвичай називається швидкісна дорога Хуронг (кит.: 沪蓉高速公路) — швидкісна дорога зі сходу на захід, яка з’єднує східний мегаполіс Шанхай із Ченду, столицею провінції Сичуань. Швидкісна дорога проходить через шість провінцій і обслуговує такі великі міста, як Сучжоу, Усі, Чанчжоу, Нанкін, Хефей, Ухань та Ічан. Східна кінцева станція G42 знаходиться на розв'язці Wuning Road на Шанхайській середній кільцевій дорозі. На своїй західній кінцевій станції швидкісна дорога перетинає 3-ю східну кільцеву дорогу та з’єднує східну дорогу Ерсяньцяо в районі Ченхуа, Ченду. Швидкісна дорога простягається на 1960 км у довжину.
Після завершення будівництва решти сегмента швидкісної дороги Чунцін – Їчан у грудні 2014 року вся довжина швидкісної дороги Шанхай-Ченду офіційно відкрита для автомобілістів. 
G42 є основною магістраллю економічного коридору Янцзи, і тому, як повідомляється, забезпечує 46,6 відсотка валового внутрішнього продукту країни, що робить її однією з найбільш економічно активних швидкісних магістралей у світі, як-от міжштатна 95, хоча як східне узбережжя США, так і економічний коридор Янцзи є обслуговується численними іншими магістралями та транспортними засобами.

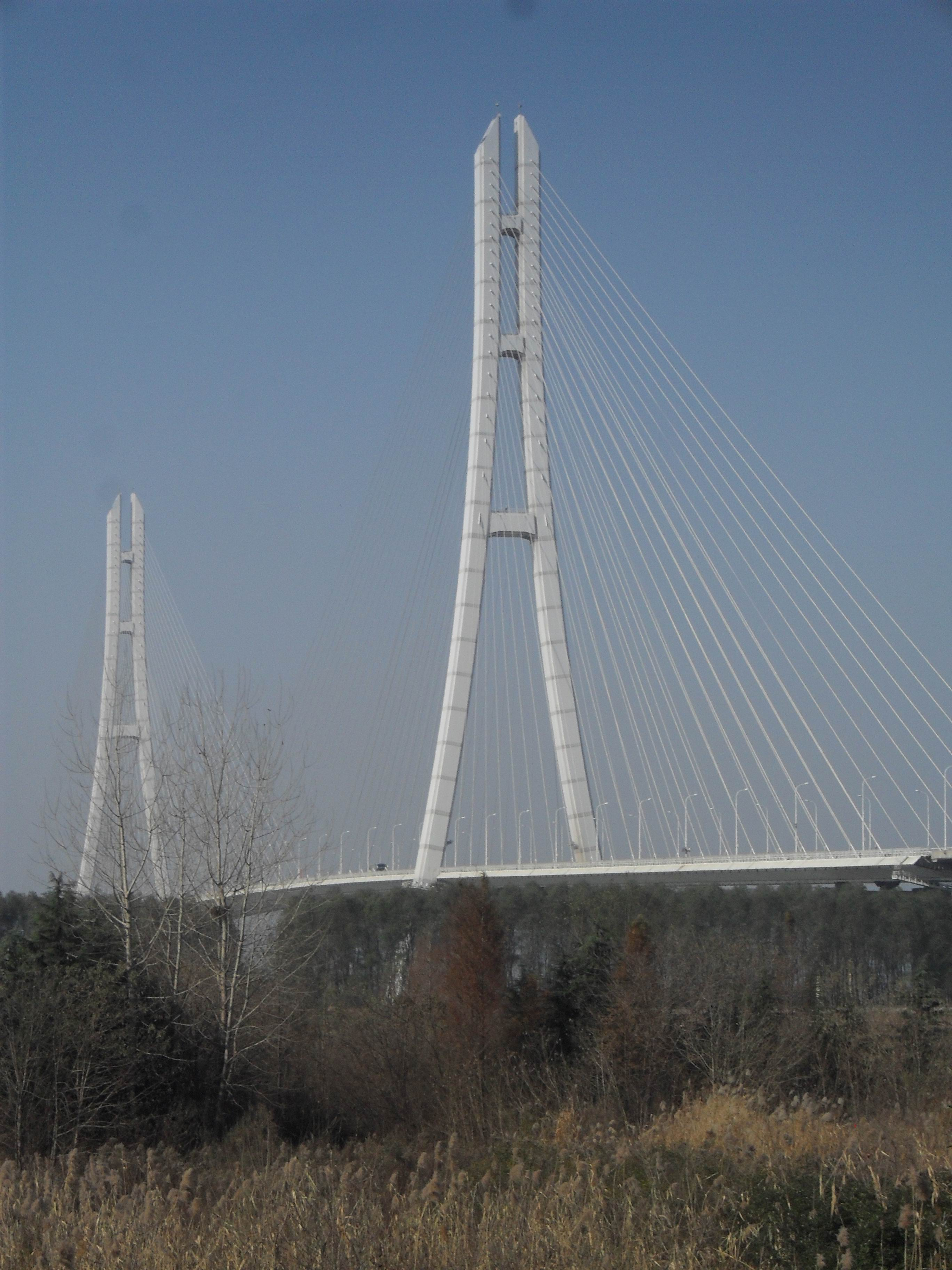
Швидкісна дорога перетинає річку Янцзи через третій нанкінський міст Янцзи